# 쓰네야스 미오
쓰네야스 미오(일본어: 常安 澪, 2001년 9월 8일~)는 일본의 축구 선수이다.

## 구단 경력
그는 2023년 J3리그의 가이나레 돗토리에 입단했다.